# Ostracion
Az Ostracion a csontos halak (Osteichthyes) főosztályának sugarasúszójú halak (Actinopterygii) osztályába, ezen belül a gömbhalalakúak (Tetraodontiformes) rendjébe és a bőröndhalfélék (Ostraciidae) családjába tartozó nem.

## Rendszerezésük
A nembe az alábbi 8 faj tartozik:
- sárga bőröndhal (Ostracion cubicus) Linnaeus, 1758
- kékfarkú bőröndhal (Ostracion cyanurus) Rüppell, 1828
- Ostracion immaculatus Temminck & Schlegel, 1850
- pettyes bőröndhal vagy kék bőröndhal (Ostracion meleagris) Shaw, 1796
- Ostracion rhinorhynchos Bleeker, 1851
- Ostracion solorensis Bleeker, 1853
- Ostracion trachys Randall, 1975
- Ostracion whitleyi Fowler, 1931

## Források

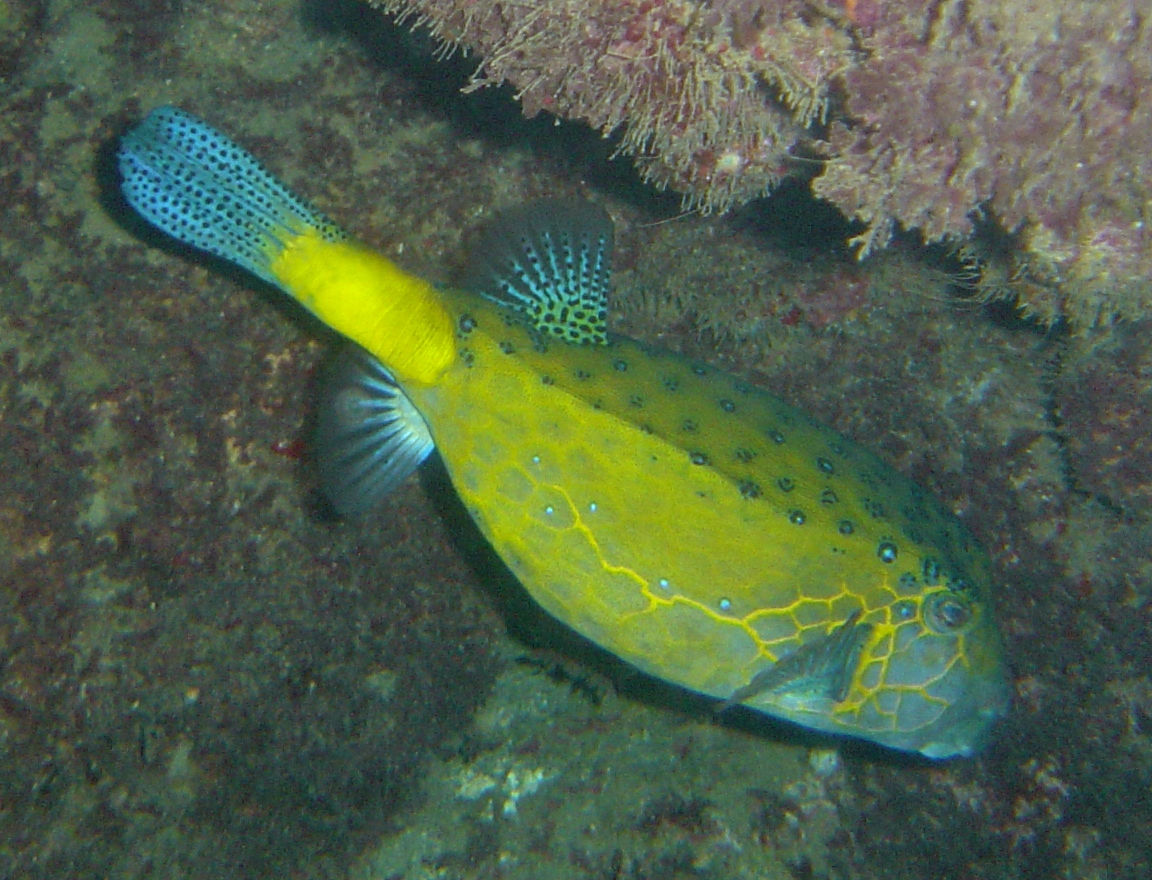
Sárga bőröndhal (Ostracion cubicus)

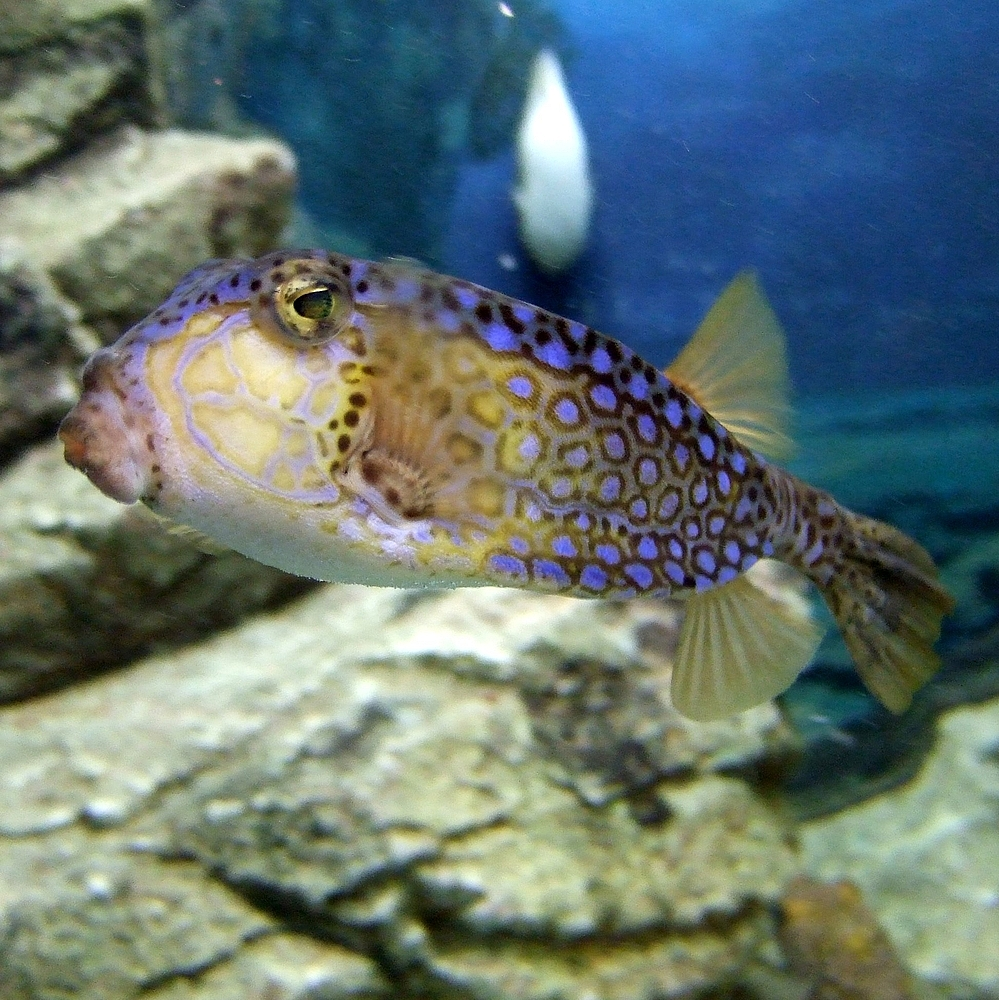
Ostracion immaculatus